# Hasan Deshishku
Hasan Deshishku (* 23. Februar 2008 in Wien) ist ein österreichischer Fußballspieler.

## Karriere

### Verein
Deshishku begann seine Karriere beim SC Team Wiener Linien. Zur Saison 2022/23 wechselte er in die Akademie des FK Austria Wien, in der er fortan sämtliche Altersstufen durchlief. Im März 2025 debütierte er für die Amateure der Austria in der Regionalliga. In der Saison 2024/25 absolvierte er sieben Partien, mit den Young Violets stieg er in die 2. Liga auf.
Sein Debüt in der 2. Liga gab Deshishku im August 2025, als er am ersten Spieltag der Saison 2025/26 gegen den SKN St. Pölten in der 72. Minute für Konstantin Aleksa eingewechselt wurde.

### Nationalmannschaft
Deshishku spielte im April 2023 erstmals für eine österreichische Jugendnationalauswahl. Zwischen September 2024 und März 2025 spielte er achtmal im U-17-Team.